# Kardorf-Hemmerich
Kardorf-Hemmerich war bis 1935 eine Gemeinde im damaligen Landkreis Bonn der preußischen Rheinprovinz. Heute ist Kardorf-Hemmerich eine Gemarkung der Stadt Bornheim im Rhein-Sieg-Kreis in Nordrhein-Westfalen.

## Geographie
Die Gemeinde Kardorf-Hemmerich bestand aus den beiden Orten Kardorf und Hemmerich, die am Nordosthang des Vorgebirges liegen. Beide Orte sind heute jeweils eigene Ortschaften der Stadt Bornheim. Die ehemalige Gemeinde Kardorf-Hemmerich besaß eine Fläche von 6,66 km².

## Geschichte
Seit dem 19. Jahrhundert bildete Kardorf-Hemmerich eine Landgemeinde in der Bürgermeisterei Waldorf im Landkreis Bonn. Am 1. Juli 1935 wurden die Gemeinden Bornheim-Brenig, Kardorf-Hemmerich, Roisdorf und Waldorf zur neuen Gemeinde Bornheim zusammengeschlossen.

## Einwohnerentwicklung
| Jahr | Einwohner | Quelle |
| ---- | --------- | ------ |
| 1871 | 808       | [ 5 ]  |
| 1885 | 777       | [ 6 ]  |
| 1910 | 1091      | [ 7 ]  |
| 1925 | 1097      | [ 3 ]  |
| 2019 | 3714      | [ 1 ]  |